# Oum Kalthoum Ben Hassine
Pour les articles homonymes, voir Hassine.
 (septembre 2024).
Oum Kalthoum Ben Hassine, née le 18 août 1946 à Oudhref, est une biologiste tunisienne spécialisée dans la biologie et l'écologie marines ainsi que la parasitologie.
Après avoir soutenu sa thèse d'État en sciences à l'université Montpellier-II (France) et passé quelques années en tant qu'enseignante associée dans cette même université, elle entre à l'université de Tunis - El Manar où elle monte un laboratoire dans le domaine des sciences de la mer. Elle obtient le prix Rammal en 2015.

## Biographie

### Études
Oum Kalthoum Ben Hassine naît le 18 août 1946 dans la ville d'Oudhref d'un père entrepreneur des travaux publics, qui compte l'envoyer poursuivre ses études en France, et d'une femme au foyer. Cependant, elle n'a pas encore atteint ses dix ans quand son père meurt dans un accident de voiture. Après sa réussite à l'examen de fin de l'enseignement primaire, sa famille refuse de l'envoyer au lycée, qui se trouve à Sfax, à plus de 140 kilomètres de sa ville natale, et ceci malgré les demandes de sa mère qui veut respecter la volonté de son défunt mari et espère que sa fille devienne institutrice.
Ben Hassine peut poursuivre ses études secondaires puis supérieures lors que le lycée de Gabès, à quelques kilomètres d'Oudhref, ouvre ses portes. Après le baccalauréat, elle part étudier à l'université de Tunis - El Manar puis à celle de Montpellier en France. Elle est alors la première femme d'Oudhref à entrer au lycée et la première étudiante du Sud tunisien à intégrer une institution universitaire. C'est à partir de ces difficultés pour se scolariser qu'elle a connues dans son enfance qu'est né son féminisme et que commence son engagement pour la cause des femmes et l'égalité des chances,.

### Carrière universitaire
Chercheuse à la faculté des sciences de Tunis à partir d’octobre 1969, elle est recrutée comme assistante dans cette même institution en octobre 1971, après l'obtention d'un diplôme d'études approfondies (DEA) en biologie marine et océanographie en avril de la même année. Elle poursuit ses recherches dans cette même institution, où elle est promue maître-assistante en janvier 1975, après l'obtention d'un doctorat de spécialité en biologie marine et océanographie en juin 1974.
En 1979, elle est détachée, en tant que chercheuse auprès du Centre national de la recherche scientifique en France, où elle poursuit ses travaux dans le laboratoire d'ichtyologie et de parasitologie générale de l'université des sciences et techniques du Languedoc à Montpellier (Montpellier-II). Par la suite, de 1980 à 1984, elle est maître de conférences associée à l'université de Montpellier II où, en plus d'une charge d'enseignement en biologie, elle poursuit ses recherches et soutient une thèse de doctorat d'État ès sciences en 1983.
En 1984, Ben Hassine revient à la faculté des sciences de Tunis, où elle monte un laboratoire spécialisé en biologie et écologie marines ainsi qu'en parasitologie,, crée et dirige en tant que professeure une équipe puis des unités de recherche,, ainsi qu'un DEA en parasitologie fondamentale et appliquée (1992-1998) et deux masters en biologie pour la formation de futurs chercheurs tunisiens, en plus de modules et unités d'enseignement.

### Recherches
Dans le laboratoire qu'elle a créé, ses recherches portent sur des thèmes qui concernent :
- les processus de circulation des agents pathogènes dans les écosystèmes littoraux de Méditerranée ;
- l'écotoxicologie et l'identification d'outils diagnostiques pour la biosurveillance des écosystèmes ;
- la diversité génétique des populations d'espèces d'intérêt économique et patrimonial ;
- le statut de la biodiversité littorale, structure et dynamique des populations.

Le développement de ces thèmes de recherche a donné lieu à plus de 250 publications,.
Oum Kalthoum Ben Hassine est membre correspondante de l'Académie européenne des sciences, des arts et des lettres à partir de 2011 et membre du conseil scientifique de la Fondation « Partager le savoir » depuis 2014.

## Prix et distinctions

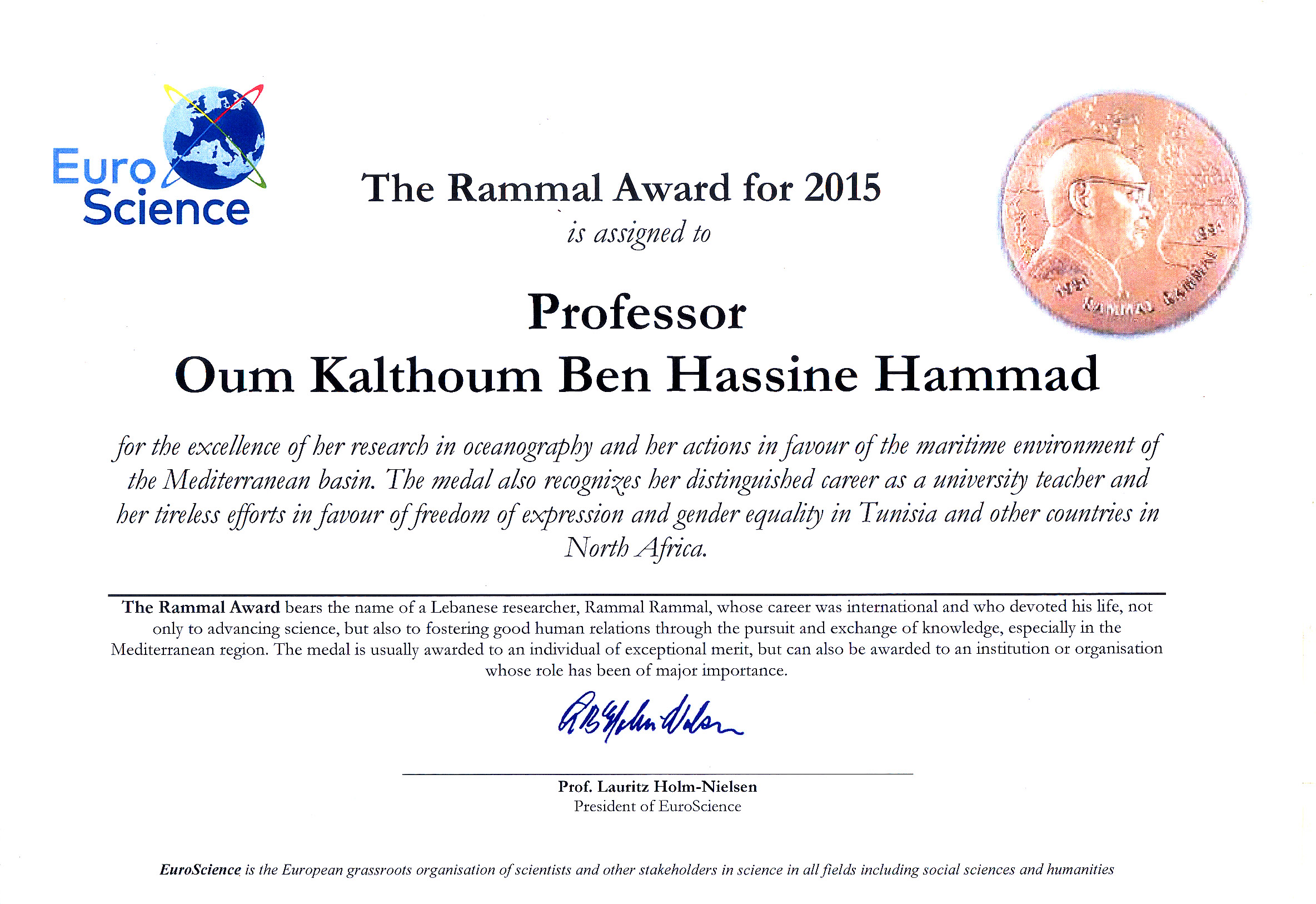
Certificat du prix Rammal.

Oum Kalthoum Ben Hassine est lauréate du prix Rammal, décerné le 25 juillet 2016 lors du EuroScience Open Forum pour l'excellence de ses recherches en océanographie et ses actions en faveur de l'environnement marin du bassin méditerranéen. Cette médaille récompense également sa carrière en tant que professeure d'université et ses efforts en faveur de la liberté d'expression et l'égalité des genres en Tunisie et dans les autres pays d'Afrique du Nord,.
Elle reçoit une reconnaissance décernée en décembre 2013 à Paris par l'Académie européenne des sciences, des arts et des lettres. Elle est aussi récipiendaire de la médaille de l'Ordre du Mérite de l'éducation et des sciences en 2000 (quatrième échelon) et 2008 (troisième échelon) ainsi que d'un certificat d'appréciation pour service bénévole exceptionnel, délivré en juin 2001 par le Fonds pour l'environnement mondial à l'occasion de l'année internationale des Volontaires des Nations unies[source insuffisante].

## Engagements

### Femmes et sciences
Le combat de Oum Kalthoum Ben Hassine pour la cause des femmes et l'égalité des chances est né de sa difficulté à se scolariser à cause de son sexe qu'elle a connue dans sa jeunesse puis en tant que scientifique femme qui réussit et entreprend au département de biologie de la faculté des sciences de Tunis. De ce fait, quand son institution organise en novembre 1997, en collaboration avec le ministère des Affaires de la femme, le colloque international « Femmes, science et technologie : état des lieux et perspectives » sous l'égide de l'Unesco, elle répond à l'appel du doyen pour faire partie des comités scientifique et d'organisation et être leur force de proposition. En Tunisie, il est décisif pour la question des femmes dans les sciences. En effet, sa conclusion essentielle est la sous-représentation des femmes tunisiennes dans les sciences et sa principale recommandation est la création d'une association Femmes et sciences. C'est ainsi que le groupe des femmes universitaires de la faculté, impliqué dans l'organisation du colloque, crée en décembre 1998 une association constituée pour l'autonomisation des femmes en sciences, l'égalité des chances dans les domaines scientifiques, l'encouragement des jeunes femmes à intégrer les filières scientifiques et technologiques et l'édification d'un savoir scientifique avec les femmes. Ben Hassine devient alors sa première présidente, développe son logo et contribue largement à l'élaboration de ses activités qui permettent rapidement à l'association de s'imposer dans le paysage de la société civile.
Cet engagement pour l'égalité des chances et les droits des femmes, qui font partie intégrante des droits de l'homme, lui valent d'être désignée en tant que personnalité indépendante comme membre du Comité supérieur des droits de l'homme et des libertés fondamentales,.

### Culture et vulgarisation des sciences
Oum Kalthoum Ben Hassine fonde en 1977 le Festival international de Gabès et son université d'été. Elle s'engage aussi dans la vulgarisation de la science et des résultats de la recherche scientifique dans son domaine de spécialisation en dispensant des conférences. Elle tente également, à travers les activités de l'association Femmes et sciences, de relier la science à la culture, à l'art et à la paix.

## Publications

### Ouvrages
- Les Copépodes, parasites des poissons Mugilidae en Méditerranée occidentale (côtes françaises et tunisiennes) : morphologie, bioécologie et cycles évolutifs, Montpellier, Université des sciences et techniques du Languedoc, 1983, 452 p.
- Quelques aspects de l'évolution biologique, Tunis, Ministère de l'Éducation nationale, 1991, 130 p.

### Chapitres d'ouvrages
- « Diversité des invertébrés aquatiques », dans Monographie de l'étude nationale de la diversité biologique de la Tunisie, vol. III, Tunis, Ministère de l'Environnement et de l'Aménagement du territoire, 1997, p. 77-114.
- « Diversité des vertébrés aquatiques », dans Monographie de l'étude nationale de la diversité biologique de la Tunisie, vol. III, Tunis, Ministère de l'Environnement et de l'Aménagement du territoire, 1997, p. 115-204.
- Rafika Fehri-Bedoui et Oum Kalthoum Ben Hassine, « Poissons des côtes tunisiennes et changements climatiques », dans Robert Barbault et Alain Foucault, Changements climatiques et biodiversité, Paris, Vuibert, 2010 (ISBN 978-2311000269), p. 51-61.
- (en) « Personal expansion versus traditional gender stereotypes: Tunisian university women and ICT », dans Women, Gender and ICT in Africa and the Middle East: Changing Selves, Changing Societies, Londres, Zed Books, 2012, p. 81-95.